# Рис (сеть ресторанов)
«Рис» — самая крупная в Ростове-на-Дону и Южном федеральном округе сеть ресторанов. В Ростовской области заведения этой сети есть в Ростове-на-Дону, Шахтах, Таганроге, Новочеркасске, Аксае, в Краснодарском крае — в Сочи, Адлере, в Волгоградской области — в Волгограде. На март 2020 года работает 27 ресторанов «Рис». Центральный офис сети находится в Ростове-на-Дону.

## История и динамика развития
В 2006 году самый первый ресторан «Рис» открылся на главной улице Ростова-на-Дону — Большой Садовой.
В 2010 году сеть ресторанов «Рис» стала самой большой ресторанной компанией Ростова-на-Дону как по числу заведений, так и по общей их площади, количеству мест и числу работников. Одновременно «Рис» был признан и самой популярной ресторанной концепцией Донского региона.
В конце 2010 года сеть ресторанов «Рис» вышла за пределы Ростовской области, открыв рестораны в Сочи, на Курортном проспекте. По мнению местных экспертов, «Рис» — сильный игрок на рынке общепита, который составит серьёзную конкуренцию игрокам рынка Краснодарского края. Это обусловлено как невысокими ценами сети ресторанов, так и удачно выбранным расположением новых заведений» — писал журнал «Деловой квартал».
В 2011 году появился первый «Рис» в Краснодаре. В апреле начал работу второй сочинский ресторан сети «Рис». Начиная с сентября того же года, сеть «Рис» ежемесячно открывала по одному новому заведению в разных районах Ростова-на-Дону и первый ресторан в Аксае. К концу 2011 года общее количество всех заведений южно-российской сети ресторанов «Рис» достигло 30.
В 2012 начали работать рестораны в Азове, Анапе, Адлере, Батайске, Туапсе и Новороссийске.
В 2016 году начал работать ресторан в Волгограде.

## Концепция
Главная идея первого «Риса» заключалась в том, чтобы в меню ресторана включить самые популярные блюда стран и регионов, где рис выращивают и широко используют в национальной кулинарии: Южной Европы, Средней Азии и Дальнего Востока. Все эти страны и регионы объединяет очень широкое использование риса, как главной зерновой культуры. И именно рис стал эмблемой ресторана, и важным элементом при оформлении интерьера. «Рисовое» сетевое меню сейчас включает более 350 блюд[значимость факта?]. «В заведениях сети одинаковые меню и цены, интерьер и наружное оформление» — пишут «Ресторанные ведомости».
В 2009-м, 2010-м и 2011-м годах было несколько публикаций о южно-российской сети ресторанов «Рис» во всероссийских и международных специализированных журналах: «Ресторанные ведомости», «Метро Меню», «Food Service». По мнению их авторов, главной причиной успеха «Риса» стала тщательно продуманная, отшлифованная концепция; комфортный, узнаваемый интерьер; широкий выбор качественных и разнообразных напитков и блюд по единой, очень демократичной цене; а также качественный сервис. К тому же во всех заведениях сети действует не только единое меню, но и строго соблюдаются единые технологии приготовления блюд, благодаря чему их вкус идентичен во всех заведениях и городах. В 2013 году сеть ресторанов «Рис» заняла первое место в рейтинге ресторанных холдингов в Ростове-на-Дону. В октябре этого же года сеть ресторанов «Рис» представила новое меню, в только что открывшемся ресторане в Ростова-на-Дону. Состав нового меню отражает, согласно прежней концепции, традиции пяти кухонь мира: японской, итальянской, китайской, тайской и узбекской.

## Инциденты
- В октябре 2011 года в Таганроге несколько человек получили в ресторане сальмонеллёз; проведённое эпидемиологическое расследование выявило ряд нарушений санитарно-эпидемиологического законодательства[11]. В сентябре 2014 года дважды был отключён от водоснабжения ресторан «Рис» в Александровке, установивший канализационные жироловушки в водопроводном колодце[12][13].

## Интересные факты
- В апреле 2011 года в газете «Московский комсомолец» появилась информация о том, что одно из новых заведений питания сети ресторанов «РИС» может быть открыто в помещении знаменитого ростовского Туалета на Газетном[14].